# 엄복동
엄복동(嚴福童, 1892년 6월 20일~1951년 7월 20일)은 한국에서 일제강점기에 활동한 자전거 선수이다. 본관은 영월(寧越). 당시 별명은 ‘자전차왕’, ‘동양 자전거왕’이다.

## 경력

### 삶의 봄
1892년(고종 29년) 한성부(현 서울특별시 중고 오장동 143번지)에서 태어났다. 아버지는 선양이며, 어머니는 김씨라는 것만이 알려져 있다.
엄복동은 경기도 진위(현 평택시)의 자전거 가게 일미상회에서 배달점원으로 일하면서 자전거를 배웠다. 1910년 자전거 경기대회, 1913년 4월 13일 경성일보사와 매일신문사가 개최한 자전거 경주대회(용산 연병장)에서 우승하는 등 수많은 자전거 대회에서 활약하였다. 1918년 장충단공원 경기에서도 우승했는데, 당시 엄복동은 빨간 유니폼을 입고 경기하여 자신의 존재를 각인시켰다.
“떴다 보아라 안창남 비행기, 내려다 보아라 엄복동의 자전거….”라는 유행가가 만들어질만큼 조선 민중들의 스타가 된 엄복동은 자전거 대회에서 초청선수로 참여하여 우승을 휩쓸었다.
1922년 경성시민대운동회에서 개최된 전 조선 자전거 대회에서 우승할 기미를 보이자, 일본 심판들은 날이 저물었다는 빌미로 경기를 중단시키는 등 비상식적인 판정을 내렸다. 이에 격분한 엄복동은 본부석으로 뛰어든 뒤, 우승기를 잡고 꺾어버림으로써 항의했다. 이 일로 일본인 관객과 조선인 관객 사이에서 다툼이 일어났을 정도로 엄복동은 조선인들에게는 영웅이었다.
1929년 은퇴했으나, 1932년 4월에도 40세의 나이에 전 조선 남녀자전거대회 1만m 경주에 참여하여 당당히 우승하였다.

### 범죄 혐의
1926년 엄복동은 리효진이라는 도둑이 절도한 자전거를 맡아서 팔아줬다는 혐의(절도장물사보)로 징역을 선고받고 서대문형무소에 수감되었다. 엄복동은 자신이 판 자전거가 장물인줄 몰랐다고 주장하고 항소하였으나 취하했다.
1950년에는 자전거를 훔쳐서 입건됐다가 기소유예로 풀려났다. 당시 기사에는 그가 양주 회천면에서 농사를 지으며 살았지만 생활이 궁핍해 끼니를 잇기 어려웠다고 기록되어 있다.

### 말년
죽음에 대해서는 여러 가지 설이 있다. 어떤 이는 8·15 광복 후에 엄복동은 집이 없어 동두천, 의정부 일대를 떠돌았으며, 1951년 해방후 한국전쟁때 동두천의 야산에서 폭격기의 폭격으로 세상을 떠났다고 한다. 한편 엄복동 동상의 현판 정보에 따르면 1952년 7월 20일에 생을 마감한 것으로 쓰여져 있다. 둘째 아들을 만나러 가던중 북한군 비행기에 폭격을 당하여 사망했다는 설도 있다. 집도 있었고 부인과 두아들이 같이 살았다는 이야기도 있다.
당시에는 해방까지 워낙 유명한 사람이었으나 금전적으로 궁핍한 삶을 살았고 한국전쟁까지 비참한 삶을 살았다고 전해지고 그래서인지 여러 가지 목격담이 많았다.
일부 문헌에서는 부인과 첫째 아들은 전쟁통에 사망을 하였고 둘째 아들은 지금까지도 생사에 대한 정보가 전무하다.

## 출전 대회
- 1910년 자전거 경기 우승
- 1913년 4월 13일 전조선자전차경기대회 우승 (용산 일본군 육군연병장)
- 1913년 4월 27일 평양
- 1918년 장충단 공원 자전거 경기 우승
- 1920년 5월 2일 경성시민대운동회 자전거 부분 우승 (경복궁)[7]
- 1920년 5월 21일 진주 덕진운동장
- 1921년 5월 대구 춘계 대운동회 우승[8]
- 1921년 9월 논산 자전차 운동회 2등[9]
- 1921년 10월 21일 이리 자전차 운동댕회 운동회 우승[10]
- 1922년 5월 21일 장충단 윤업대회 주최 자전차경주대회 우승[11]
- 1922년 6월 1일 평양 전선(全鮮) 자전거 경주 대회 2등[12]
- 1923년 마산 전조선자전차경기대회 우승[13]
- 1925년 상주 조선팔도자전거대회 우승
- 1928년 전국운수조합대회 우승
- 1932년 전조선 남녀 자전거 대회 1만미터 경기 우승

## 기념사업

### 사이클 대회
대한사이클연맹은 1977년부터 1999년까지 그를 기념하는 엄복동배 전국사이클경기대회를 열었다.

### 동상위치
경기도 의정부시 녹양동 공설운동장 주차장 입구에 있는데 1986년 대한사이클연맹의 건의를 받아들여 세운 동상이 있고 이는 남산미술원 원장이던 원로조각가 이일영씨가 조각한 작품이며. 좌대 높이가 2.8m고 동상 높이는 3m짜리 청동입상이다.

## 엄복동 자전거
문화재청은 2010년 6월 8일 엄복동의 자전거를 근대문화재 등록을 예고하였으며, 동년 8월 24일 대한민국의 등록문화재 제466호로 지정하였다.
엄복동이 사용한 자전거는 영국의 자전거 및 모터사이클 제조 회사 러지휘트워스(Rudge-Whitworth)가 1910년에서 1914년 사이에 만들어 일본에 수출한, 한국에 현존하는 가장 오래된 자전거로서 문화재청은 문화재 등록 당시 “전면 상표의 일련번호 ‘1065274’를 통해 세계적인 희귀 기종임을 확인했다”고 밝혔다.
1920년 경기 당시 일미상회가 소유하고 있던 이 자전거를 엄복동이 우승한 후 증여받아 선수 생활 기간에 사용하다가 후배에게 물려주었으며, 이후 자전거를 물려받은 선수가 한국전쟁 때 들쳐메고 피난했다는 일화도 전해질 정도로 엄복동의 자전거는 한민족의 수난을 같이 한 자전거로 잘 알려져 있다.
이 자전거가 등록문화재로 지정되기까지 하웅용 한국체육대학교 교수의 공이 컸던 것으로 전해지고 있다. 제조 회사가 1930년대 폐업하고 관련 인물들도 모두 세상을 떠난 상태에서 영국 국립 자전거 박물관의 스콧퍼드 로런스(Scotford Lawrence)가 생산 시기를 확인할 수 있는 중요한 정보를 제공하였고, 대한민국 자전거 원로들의 증언을 통해 이 자전거가 실제 엄복동이 사용했던 자전거임을 확실히 할 수 있었다고 한다.
현재 그의 자전거는 서울시 강동구에 개인이 소장중에 있다 (사진속의 자전거와 실물의 자전거와는 핸들 모양과 페달 모양이 다르다)

### 주요 제원
- 프레임: 강철재
- 구동 계통: 싱글 고정 기어 방식
- 휠: 목재 복층 라미네이팅 스포크 휠
- 타이어: 미쉐린 튜블러 타이어
- 기타: 토클립, 경량 체인링 등

## 연기한 배우
- 1983년 문화방송의 드라마 《엄복동》
- 비 - 2019년 영화 《자전차왕 엄복동》

## 참고 문헌
- [http://tourdeseoul.com/bbs//bbs/board.php?bo_table=tds_notice&wr_id=8%5B깨진+링크(과거+내용+찾기)%5D '사이클 황제' 엄복동][깨진 링크(과거 내용 찾기)] - 투르드서울
- 자전거’ 근대문화재 된다 - 한겨레
- 엄복동 선수를 다룬 블로그[깨진 링크(과거 내용 찾기)]
- 톱니로 밝혀낸 제작 연대… ‘엄복동 자전거’ 비밀 풀었다 - 중앙SUNDAY